# Luciano Violante
Luciano Violante (Dire Daua, 25 settembre 1941) è un ex magistrato e politico italiano, parlamentare alla Camera dei deputati dal 1979 al 2008, dov'è stato presidente della Commissione parlamentare antimafia dal 1992 al 1994 e presidente della Camera dal 1996 al 2001.

## Biografia
Nacque a Dire Daua in Etiopia, in un campo di concentramento dove la famiglia era stata internata per volontà degli inglesi; il padre, giornalista comunista, era stato costretto dal regime fascista a emigrare in quel paese. I componenti della famiglia furono liberati alla fine del 1943 e al termine della seconda guerra mondiale tornarono in Italia, nella loro città d'origine Rutigliano, in provincia di Bari. 
Conseguita la maturità classica al Liceo-Ginnasio "Domenico Morea" di Conversano, intraprese gli studi giuridici laureandosi in giurisprudenza nel 1963 presso l'Università degli Studi di Bari, dove fu giovane assistente di Aldo Moro.
Nel 1966 superò il concorso in magistratura e nel 1970 divenne libero docente di diritto penale all'Università degli Studi di Torino.

## Attività professionale
È stato giudice istruttore a Torino fino al 1977. Nel 1974 ha istruito il processo sul cosiddetto "Golpe bianco", che ha portato all'arresto di Edgardo Sogno e Luigi Cavallo, imputati di tentativo di colpo di Stato con Randolfo Pacciardi; i tre successivamente sono stati assolti da ogni accusa. Dal 1977 al 1979 ha lavorato, su segnalazione del ministro democristiano Francesco Paolo Bonifacio, presso l'ufficio legislativo del Ministero della giustizia, occupandosi prevalentemente di terrorismo. Dal 1974 al 1981 ha svolto l'attività di professore incaricato di Istituzioni di diritto pubblico presso la stessa università e nel 1983 ha vinto la cattedra di Istituzioni di diritto e procedura penale e si è dimesso da magistrato.
È diventato poi professore ordinario di Istituzioni di diritto e procedura penale presso la Facoltà di giurisprudenza dell'Università degli Studi di Camerino concludendo il suo incarico il 30 dicembre 2009. Il 30 marzo 2013, su invito del Presidente della Repubblica Giorgio Napolitano, accettò di far parte del gruppo di lavoro finalizzato alla presentazione di proposte programmatiche in materia istituzionale, economico-sociale ed europea.
È presidente onorario della Fondazione Italia decide e dal 4 febbraio 2019 presidente della Fondazione Leonardo - Civiltà delle Macchine.
Nel settembre 2023 è designato dall'assemblea dei soci presidente del gruppo Multiversity, gruppo italiano del settore education.

## Attività politica

### Commissione antimafia
Nel 1979 si iscrisse al Partito Comunista Italiano di Enrico Berlinguer e venne subito eletto deputato. Nel 1991 aderisce alla svolta della Bolognina di Achille Occhetto, entrando nel Partito Democratico della Sinistra.
In Parlamento fece parte della Commissione parlamentare d'inchiesta sul caso Moro e poi è stato Presidente della Commissione parlamentare antimafia dal 28 giugno 1992 al 10 maggio 1994. Fu in questo ruolo che raccolse le deposizioni "choc" di Tommaso Buscetta, Antonino Calderone, Gaspare Mutolo e Leonardo Messina, che rivelarono l'esistenza del "terzo livello" della mafia, cioè il legame con il mondo politico e con la massoneria deviata. Infatti nel 1993 preparò una relazione sui rapporti tra mafia e politica, la prima in assoluto a essere approvata nella storia repubblicana, che fu accompagnata da numerose polemiche perché accusava apertamente una parte della Democrazia Cristiana (ossia la corrente andreottiana) di collusione con Cosa nostra. Nel 1994, Totò Riina (capo indiscusso di Cosa nostra) lo minacciò di morte, accusandolo di essere a capo di un "complotto comunista" ai suoi danni. La sua gestione della Presidenza della Commissione fu criticata da Giulio Andreotti come improntata a parzialità politica all'indomani dalla sentenza di Palermo che l'assolse dall'addebito di associazione per delinquere di stampo mafioso per i fatti successivi al 1980, mentre confermò la colpevolezza per i fatti antecedenti, ormai prescritti. Nel 1994 fu invitato a dimettersi da Presidente dell'antimafia da Silvio Berlusconi dopo una sua intervista sul quotidiano La Stampa in cui menzionava un'inchiesta in corso riguardante Marcello Dell'Utri.

### Presidenza della Camera

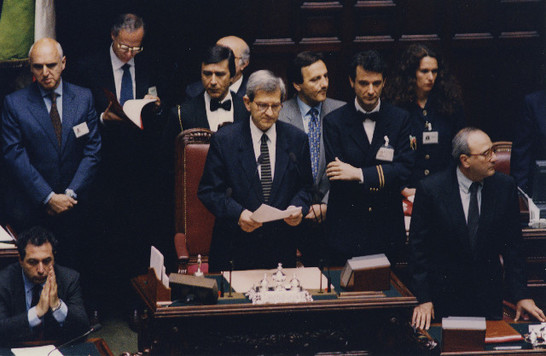
Discorso di insediamento del Presidente della Camera dei deputati, Luciano Violante

Dopo la vittoria di Romano Prodi e dell'Ulivo alle elezioni politiche del 1996, il 10 maggio viene eletto Presidente della Camera dei deputati al quarto scrutinio con 316 voti. Il suo discorso d'insediamento fu un appello alla riconciliazione tra le forze che, in merito alle vicende italiane del 1943, si richiamano alla Resistenza e coloro che avevano aderito alla Repubblica Sociale Italiana.
Sotto la sua Presidenza è stata introdotta una revisione del Regolamento della Camera, dal medesimo in passato definita "novità di maggior rilievo" fra quelle comprese nell'apertura di Montecitorio al web, approvata dall'Assemblea nel 1998. Secondo il Lippolis, la riforma recepiva le mutazioni del sistema di comando del paese in senso maggioritario a seguito delle riforme elettorali del 1993; a questo tipo di commento, in ordine alla maggiore attualità della "novella" regolamentare, si affianca il giudizio critico espresso da parte della dottrina giuridica in ordine all'estromissione della magistratura dal giudizio sul contenzioso tra la Camera ed i terzi.
Più travagliato fu il suo rapporto con la struttura amministrativa della Camera dei deputati. Il 14 ottobre 1999, a seguito di un Ufficio di Presidenza in cui confermò la rottura del rapporto di fiducia con il segretario generale Mauro Zampini, il massimo funzionario dell'amministrazione, il 18 ottobre 1999 il Consiglio dei ministri affidò a Zampini l'incarico di presiedere il comitato istituito presso la Presidenza del Consiglio per la valutazione e il controllo dei risultati dell'attività della pubblica amministrazione. Di conseguenza il 10 novembre 1999 l'Ufficio di Presidenza della Camera designò a sostituirlo come segretario generale Ugo Zampetti, su proposta di Violante. Violante firmò anche un contratto di affitto ventennale, senza clausole di recesso e senza gara pubblica, per Palazzo Marini che avrebbe dovuto contenere uffici per i deputati, ma che è praticamente inutilizzato, come risulta da un'inchiesta del 2013.
Già a inizio d'anno vi era stato un altro segnale in controtendenza rispetto all'antica disponibilità delle Camere a favorire la circolazione dei loro migliori funzionari tra le Amministrazioni costituzionali. All'annuncio della chiamata di Carmela Decaro (vice segretario generale della Camera, in carriera direttiva dal 1979, responsabile dei Rapporti comunitari e internazionali) al Quirinale come consigliere economico del neopresidente Ciampi, emerse il moderato disappunto della Presidenza della Camera per non essere stata previamente consultata. L'anno prima, su richiesta delle opposizioni, aveva disposto un'inchiesta amministrativa sulla fattura dei quiz del concorso a consigliere parlamentare, giudicati da più parti capziosi o di parte.

### Partito

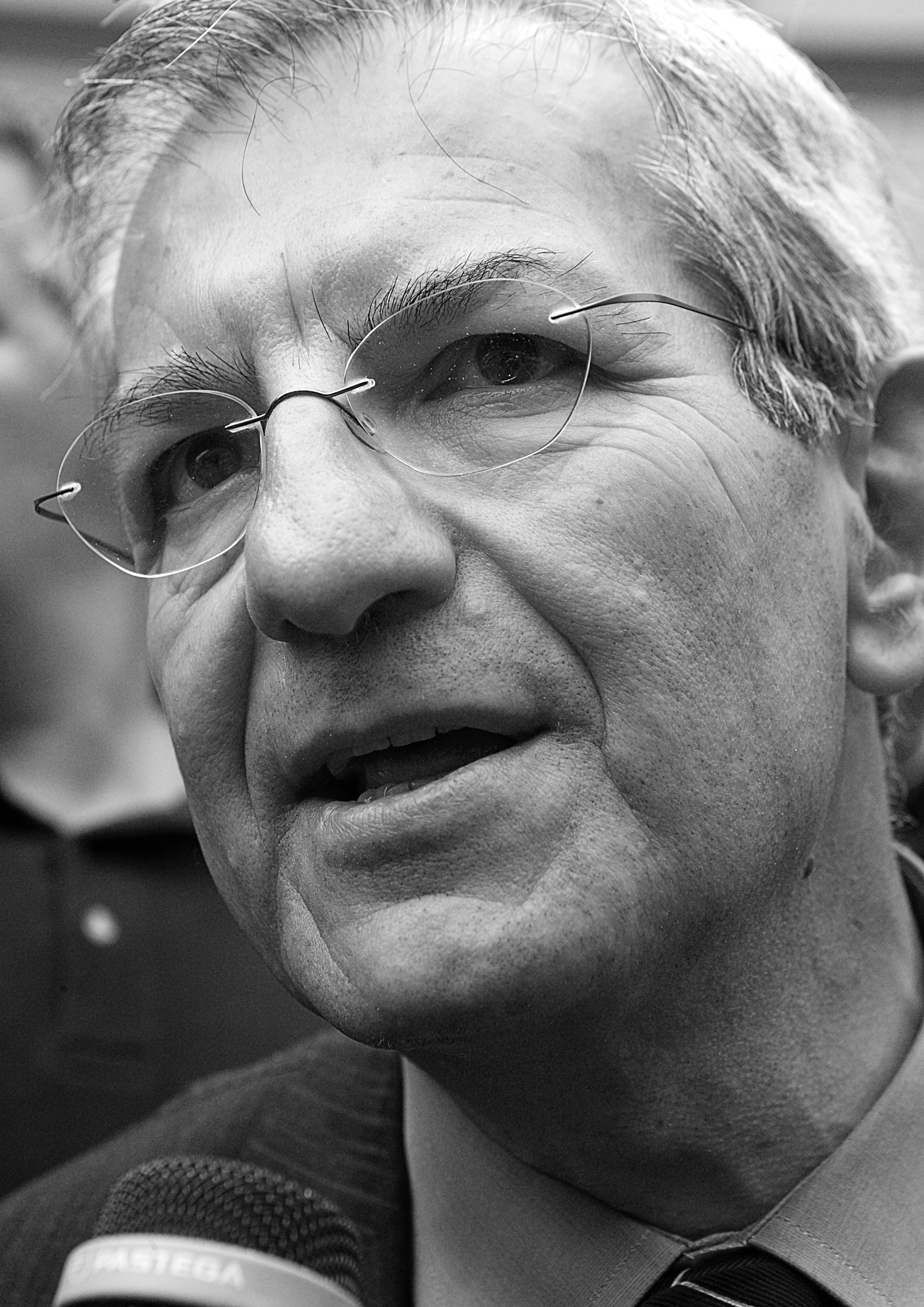
Luciano Violante nel 2006

Rieletto deputato alle elezioni del 13 maggio 2001, fu nominato presidente del gruppo Democratici di Sinistra - L'Ulivo. Ancora eletto alla Camera dei deputati nel 2006, è stato nominato presidente della Prima Commissione Permanente, Affari Costituzionali. Dopo la caduta del governo Prodi II, in vista delle elezioni politiche del 13 e 14 aprile 2008, ha dichiarato di non volersi più ricandidare a parlamentare per rispettare il ricambio generazionale perseguito dal segretario del Partito Democratico Walter Veltroni.
Dal 2008 è stato editorialista del quotidiano Il Riformista. Sempre nel 2008 si era parlato di Violante come possibile nuovo giudice della Corte costituzionale. Il 23 luglio 2009, sentito dai magistrati di Palermo, ha confermato le dichiarazioni di Massimo Ciancimino circa la proposta di incontrare «in modo riservato, a quattr'occhi» Vito Ciancimino, proposta avanzata da Mario Mori nel settembre del 1992, quando Violante era ancora Presidente della Commissione parlamentare antimafia.
L'incontro, che, secondo Violante, non ebbe mai luogo, avrebbe dovuto inserirsi nell'ambito della cosiddetta "trattativa tra Stato e Mafia" e in particolare avrebbe dovuto riguardare le "garanzie politiche" richieste da Ciancimino per portare avanti la trattativa fra Cosa nostra e membri delle istituzioni durante la stagione delle stragi del 1992. In passato Violante non aveva mai fatto cenno a questa richiesta. 
Ha sostenuto la candidatura di Pier Luigi Bersani in occasione delle elezioni primarie del Partito Democratico del 2009.
Fu presidente del Forum Riforme del Partito Democratico dal 2009 dal neo segretario Pier Luigi Bersani.
Nel 2014 è stato proposto dal PD come Giudice della Corte costituzionale in sostituzione di Gaetano Silvestri, ma non ha raggiunto il quorum necessario all'elezione.

## Controversie

### Rapporti col Popolo della Libertà
Viene da molti considerato il ponte di collegamento per le questioni sulla giustizia tra il PD e il PdL, tanto da essere l'unico esponente del centro-sinistra invitato alla Festa delle Libertà di Milano nel 2008.
Nell'intervento nella seduta n. 106 della XIV legislatura del 28 febbraio 2002 alla Camera dei deputati ha dichiarato:
Nella stessa seduta, prima di abbandonare l'aula per protesta contro la legge in discussione, egli dichiarò pure (da pag. 73 del resoconto stenografico della seduta):
Nel 1994 venne invitato a dimettersi da presidente della commissione antimafia da esponenti di Forza Italia, dopo avere rilasciato una intervista in cui menzionava un'inchiesta in corso su Marcello Dell'Utri.
Nel 2003 rilasciò un'intervista a Pierluigi Diaco nel programma C'è Diaco su Sky Tg 24, in cui dichiarò che la mafia non uccideva più perché non aveva più paura, grazie alle politiche del centro-destra:
In riferimento all'ineleggibilità di Silvio Berlusconi, il 21 maggio 2013 ha dichiarato:
Su Silvio Berlusconi ha dichiarato:

### Verifica "preventiva" dei titoli per la candidatura alla Corte costituzionale
Secondo il Movimento 5 Stelle, Violante sarebbe stato privo dei requisiti, come indicati dall'art. 135 della Costituzione, in quanto non è mai stato magistrato di giurisdizioni superiori (Cassazione, Consiglio di Stato, Corte dei Conti o Corte costituzionale), né avvocato e non risultando più professore ordinario di università (Università di Camerino, da cui andò in pensione nel 2009) in materie giuridiche per cui la legge per quest'ultimo caso non specifica l'opzione "anche a riposo" (con l'eccezione dei professori emeriti).
Secondo altri, l'art. 135 non specifica che i professori ordinari di università in materie giuridiche debbano essere in attività, che sarebbe un limite d'anzianità per i soli professori non è presente nella disposizione costituzionale; per gli avvocati, lo stesso articolo richiede almeno 20 anni di attività pregressa, non richiesta ai professori. Dopo queste polemiche anche Forza Italia, divenuta insofferente alle critiche del PD sulla votabilità dei propri candidati, ha chiesto la verifica dei titoli di Violante che ritira ufficialmente la sua candidatura, ma per altri motivi: «Il protrarsi dell'indecisione, che mi auguravo superabile, sta producendo un grave discredito delle istituzioni parlamentari accentuato dal manifestarsi in Aula, nel corso delle ultime votazioni, di comportamenti, limitati ma gravi, di dileggio del Parlamento».

## Opere
- La mafìa dell'eroina (libro intervista), Editori Riuniti, 1987,
- I corleonesi (libro-intervista), l'Unità, 1993,
- Non è la piovra, Einaudi, 1995
- Cantata per i bambini morti di mafia, Bollati Boringhieri, 1995
- Dizionario delle istituzioni e dei diritti del cittadino, Editori Riuniti, 1996
- Mafie e antimafia - Rapporto 1996, Laterza
- Mafia e società italiana - Rapporto 1997, Laterza
- La criminalità, Annali della Storia d'Italia, Einaudi 1997 (a cura di)
- Legge Diritto Giustizia, Annali della Storia d'Italia, Einaudi (a cura di)
- I soldi della mafia - Rapporto 1998, Laterza
- Le due libertà. Contributo per l'identità della sinistra, Laterza, 2000
- Il Parlamento, Annali della Storia d'Italia, Einaudi, 2001
- Il ciclo mafioso, Laterza, 2002
- Giustizia penale e poteri dello Stato (manuale di diritto e procedura penale), Garzanti, 2002, con Carlo Federico Grosso e Guido Neppi Modona
- Un mondo asimmetrico, Einaudi, 2003
- Secondo Qoèlet. Dialogo fra gli uomini e Dio, Piemme, 2004.
- Lettera ai giovani sulla Costituzione, Piemme, 2006.
- Diario di montagna. Scripta volant, Le Chateau, 2007.
- Uncorrect. Dieci passi per evitare il fallimento del partito democratico, Piemme, 2007.
- Magistrati, Einaudi, 2009.
- Politica e menzogna, Einaudi, 2013.
- Governare, San Paolo 2014.
- Il dovere di avere doveri, Einaudi 2014
- Democrazie senza memoria, Einaudi, 2017.
- Giustizia e mito. Con Edipo, Antigone e Creonte, coautore con Marta Cartabia, Il Mulino, 2018.
- Colpire per primi, Solferino, 2019
- Notizie della signora Marthensen?, Marsilio, 2022